# Anopheles schwetzi
Anopheles schwetzi este o specie de țânțari din genul Anopheles, descrisă de Evans în anul 1934. Conform Catalogue of Life specia Anopheles schwetzi nu are subspecii cunoscute.